# آرتمار
آرتمار (به فرانسوی: Artemare) یک کمون در فرانسه با جمعیت ۱٬۱۲۶ نفر است که در Canton of Champagne-en-Valromey واقع شده‌است.